# Cacatua

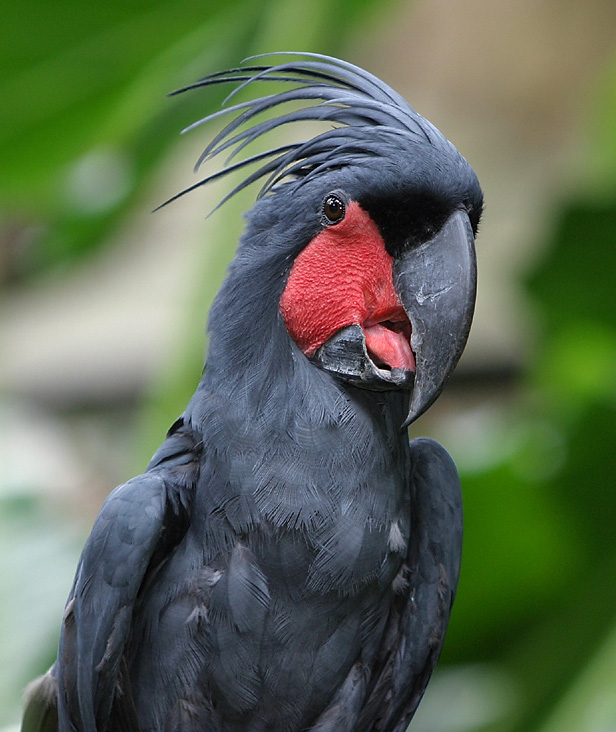
O Probosciger aterrimus.

Cacatuas ou catatuas (em Portugal) são aves psitaciformes, pertencentes à família Cacatuidae (a taxonomia de Sibley-Ahlquist integra as cacatuas na família dos psitaciformes). São muito semelhantes aos papagaios em relação ao bico em formato de banana e morfologia zigodáctila dos pés (dois dedos para a frente, dois para trás). Como características distintivas, as cacatuas apresentam uma crista móvel e plumagem de cores simples. As cacatuas têm distribuição geográfica restrita à Oceania (mais precisamente nas florestas australianas) e em ilhas vizinhas do Pacífico. Há cerca de 20 espécies de cacatuas.
Bastantes barulhentas e coloridas, as cacatuas têm bicos encurvados e pés com grande capacidade de movimentação, usados para andar, trepar em árvores e levar comida à boca. As cacatuas são psitaciformes grandes, dotadas de um penacho que é erguido em exibições de corte. Encontradas apenas no Sudeste Asiático e na Austrália, são especializadas em comer sementes e quebrar nozes. Reúnem-se em grandes bandos, vivem em ambientes relativamente úmidos e têm cauda curta. Alimentam-se principalmente no solo.
As cacatuas têm uma expectativa de vida que varia de 30 a 75 anos. Podem aprender a cantar e a falar. Atingem tamanhos que variam de 35 a 70 centímetros. O que torna a cacatua particular é a sua crista, que levanta e abaixa dependendo do seu estado de humor.
Outro aspecto a ter em conta é a inteligência destes bichos, que aprendem com muita facilidade a abrir gaiolas e a pegar em pequenos objetos como isqueiros, canetas, relógios, pulseiras, cordões, dentre outros, podendo representar um perigo para o animal. Portanto, é importante deixar estas pequenas coisas longe de seu alcance. Uma das formas de ultrapassar este problema é ter alguns brinquedos próprios para ela ou também dar-lhe nozes ou castanhas para lhe entreter. Se sentirem-se esquecidas ou abandonadas, tendem a arrancar as penas e a destruir tudo o que tenham à volta, seja plantas, mobília, eletrodomésticos e até mesmo roupas.

## Etimologia
A palavra cockatoo (nome em inglês para cacatua) data do século XX e é derivada do neerlandês kaketoe, que vem do malaio kakaktua. As variantes do século XVII incluem cacato, cacatua e crockadore. Cokato, cocatore e cocatoo foram usados no século XVIII. A derivação também foi usada para os nomes familiares e genéricos Cacatuidae e Cacatua, respectivamente.
Na gíria australiana ou na língua vernácula, uma pessoa designada para vigiar enquanto outros realizam atividades clandestinas ou ilegais, particularmente jogos de azar, pode ser chamada de "cockatoo". Proprietários de pequenas empresas agrícolas são frequentemente chamados de "fazendeiros arrogantes", de maneira jocosa ou levemente depreciativa.

## Taxonomia
As cacatuas foram definidas pela primeira vez como uma subfamília Cacatuinae dentro da família dos psitacídeos pelo naturalista inglês George Robert Gray em 1840, sendo Cacatua o primeiro gênero listado e tipo. Este grupo foi considerado alternadamente como completo ou como uma subfamília por diferentes autoridades. O ornitólogo americano James Lee Peters em sua lista de verificação de 1937 de Birds of the World, Sibley e Monroe em 1990 manteve-a como uma subfamília, enquanto o especialista em psitacídeos Joseph Forshaw a classificou como uma família em 1973. Estudos moleculares subsequentes indicam que o primeiro ramo dos ancestrais dos papagaios originais foram os papagaios da Nova Zelândia da superfamília Strigopoidea, e depois disso as cacatuas, agora um grupo ou clado bem definido, se separaram dos papagaios restantes, que então se irradiaram através do Hemisfério Sul e diversificado em muitas espécies de papagaios, periquitos, araras, lóris, pombinhos e outros papagaios verdadeiros da superfamília Psittacoidea.
As relações entre os vários gêneros da cacatua são amplamente resolvidas, embora a colocação da calopsita (Nymphicus hollandicus) na base das cacatuas permaneça incerta. A calopsita é alternativamente colocada como base para todas as outras espécies de cacatua, como o táxon irmão da espécie de cacatua negra do gênero Calyptorhynchus ou como o táxon irmão de um clado que consiste em os gêneros da cacatua branca e rosa, bem como a cacatua da palma. As espécies restantes estão dentro de dois clados principais, um consistindo nas espécies pretas do gênero Calyptorhynchus, enquanto o outro contém as espécies restantes. De acordo com a maioria das autoridades, o segundo clado inclui a cacatua palmeira negra (Probosciger), a galah cinza e avermelhada (Eolophus), a cacatua gang-gang (Callocephalon) e a cacatua cacatua-rosa (Lophochroa), embora Probosciger às vezes seja colocado como base para todas as outras espécies. As espécies restantes são principalmente brancas ou ligeiramente rosadas e todas pertencem ao gênero Cacatua. Os gêneros Eolophus, Lophochroa e Cacatua são hipomelanísticos. O gênero Cacatua é subdividido nos subgêneros Licmetis, comumente conhecido como corellas, e Cacatua, referido como cacatua branca. De forma confusa, o termo "cacatua branca" também foi aplicado a todo o gênero. As cinco espécies de cacatua do gênero Calyptorhynchus são comumente conhecidas como cacatuas negras e são divididas em dois subgêneros: Calyptorhynchus e Zanda. O primeiro grupo é sexualmente dicromático, com as mulheres apresentando plumagem com barras proeminentes. Os dois também se distinguem por diferenças na chamada "mendicância por comida" dos jovens.
O registro fóssil de cacatuas é ainda mais limitado do que o de papagaios em geral, com apenas um fóssil de cacatua verdadeiramente antigo conhecido: uma espécie de Cacatua, provavelmente do subgênero Licmetis, encontrada nos depósitos do Mioceno Inferior (16-23 milhões de anos atrás) de Riversleigh, Austrália. Embora fragmentários, os restos mortais são semelhantes à corella ocidental e ao galah. Na Melanésia, ossos subfósseis de espécies de Cacatua que aparentemente não sobreviveram aos primeiros assentamentos humanos foram encontrados na Nova Caledónia e na Nova Irlanda.

## Características gerais
Asas: as cacatuas são boas voadoras. Suas asas são afiladas ou arredondadas. Quase sempre voam em bandos barulhentos, que podem ter desde pares até centenas de aves.
Bico: alimentam-se basicamente de vegetais e sementes. Usam o bico para quebrar e abrir sementes e nozes ou para morder frutos. A maxila superior, maior que a inferior, tem relativa mobilidade. Termina em um gancho pontudo, que utiliza para se alimentar e escalar. A língua costuma ser grossa e áspera.
Pés: usam-nos para andar, subir em brinquedos e escalar objetos (ou a gaiola), pegar a comida e levá-la à boca.
Alimentação: a ração destas aves deve ser adquirida em uma casa de aves (ou de rações),de preferência misturas nutritivas, parecidas com a de papagaio, e devem ser considerados ainda suplementos de frutas ou suplementos vitamínicos. Quando estiver calor, é aconselhável que borrife as suas penas com um borrifador. Na Natureza, estas aves vivem em ambientes relativamente úmidos, sentindo a necessidade desses borrifos.

## Gêneros
Esta família compreende 21 espécies:
- Gênero Nymphicus
  - Calopsita ou caturra (Nymphicus hollandicus)

- Gênero Calyptorhynchus
  - Cacatua-negra-de-cauda-vermelha (Calyptorhynchus banksii)
  - Cacatua-preta-brilhante (Calyptorhynchus lathami)

- Gênero Zanda
  - Cacatua-negra-de-cauda-amarela (Zanda funerea)
  - Cacatua-negra-de-carnaby (Zanda latirostris)
  - Cacatua-negra-de-baudin (Zanda baudinii)
- Gênero Probosciger
  - Cacatua-das-palmeiras (Probosciger aterrimus)

- Gênero Callocephalon
  - Cacatua-gang-gang (Callocephalon fimbriatus)

- Gênero Eolophus
  - Catatua-galah (Eolophus roseicapilla)

- Gênero Lophochroa
  - Cacatua-rosa ou catatua-embandeirada (Lophocroa leadbeateri)

- Gênero Cacatua
  - Catatua-de-bico-longo, Cacatua tenuirostris Kuhl, 1820
  - Catatua-ocidental, Cacatua pastinator Gould, 1841
  - Catatua-pequena, Cacatua sanguinea Gould, 1843 - Cacatua corella pequena
  - Catatua-das-tanimbar, Cacatua goffiniana C. S. Roselaar & Michaels, 2004 Catatua de Goffin
  - Catatua-das-salomão,Cacatua ducorpsii Pucheran, 1853
  - Catatua-filipina, Cacatua haematuropygia Statius Muller, 1776
  - Cacatua-de-crista-amarela ou Catatua-grande-de-crista-amarela, Cacatua galerita
  - Catatua-d'olho-azul, Cacatua ophthalmica P. L. Sclater, 1864
  - Catatua-pequena-de-crista-amarela, Cacatua sulphurea Gmelin, 1788
  - Catatua-das-molucas, Cacatua moluccensis Gmelin, 1788
  - Catatua-branca, Cacatua alba
  - cockatoo for sale, informação do papagaio